# Jacob Clausen
Jacob Clausen Jacobsen (født 16. februar 1937, Sønder Aldum i Stenderup sogn) er en dansk forfatter og dramatiker, der har skrevet en række novellesamlinger, romaner og skuespil samt børne- og ungdomsbøger. Han er søn af gårdejer Claus Peder Jacobsen (født 20. april 1902) og hustru Anna Clausen (født 2. juli 1904).
I 1996 modtog Jacob Clausen Dansk Skolebiblioteksforenings forfatterpris for romanen Hjertebåndet

## Priser og legater
- 1979: Nordisk Ungdomsbogskonkurrences pris
- 1985: Harald og Astrid Ehrenchron Kiddes legat
- 1990: Undervisere af fremmedsprogede elevers pris
- 1995: Grænselandsprisen
- 1996: Danmarks Skolebiblioteksforenings Forfatterpris
- 1997: Statens Kunstfonds legat
- 2000: Litteraturrådets legat